# Tuukka Kotti
Tuukka Antero Kotti (Forssa, 18 marzo 1981) è un cestista finlandese.

## Carriera
Tuukka Kotti nel 1999 è nominato rookie dell'anno in Finlandia. Nel 2001 contribuisce all'arrivo in semifinale del Salon Vilpas Salo con 15,1 punti di media, 7,6 rimbalzi 2,2 assist e 2,0 stoppate.
Dal 2001-02 frequenta il Providence College facente parte della Big East Conference. Dopo i quattro anni passati all'università si trasferisce in Italia a Castelletto Ticino con cui disputa due campionati di Legadue.
Nel 2007-08 gioca con la Nuova Sebastiani Basket Rieti con cui esordisce in serie A, la sua stagione però non è esaltante e lascia l'Italia per trasferirsi in Francia, all'Etendard de Brest, formazione di Pro B.
Fa parte della nazionale finlandese.

## Palmarès

### Squadra
- Coppa di Finlandia: 4

Espoon Honka: 2009
Helsinki Seagulls: 2020, 2021, 2022

### Individuale
- Korisliiga MVP: 2

Espoon Honka: 2009-10
Helsinki Seagulls: 2017-18